# Gość weselny
Gość weselny (ang. The Wedding Guest) – brytyjski dreszczowiec z 2018 roku w reżyserii Michaela Winterbottoma, z Devem Patelem i Radhiką Apte w rolach głównych.
Obraz był nominowany do nagrody „Ricky Jay Magic of Cinema” podczas Międzynarodowego Festiwalu Filmowego w Toronto w 2019 roku.

## Premiera
Film miał swoją światową premierę podczas Międzynarodowego Festiwalu Filmowego w Toronto 8 września 2018 roku. Obraz wyświetlono również na szeregu festiwali filmowych w krajach anglojęzycznych, m.in.: w Palm Springs, Mountain View, Sydney.

## Fabuła
Akcja filmu rozgrywa się w Pakistanie i Indiach w czasach współczesnych. Ukrywający swą tożsamość mężczyzna przybywa do Pakistanu, by porwać przyszłą pannę młodą i uprowadzić ją za granicę. Dziewczyna, chociaż zaskoczona w środku nocy, wydaje się nie stawiać oporu.

## Obsada
W filmie wystąpili m.in.:
- Dev Patel jako Jay
- Radhika Apte jako Samira
- Jim Sarbh jako Deepesh
- Nish Nathwani jako Sam
- Harish Khanna jako Nitin
- Meherbaan Singh jako Osman
- Sidhu Manpreet jako Haveli